# رافائل بوتی
رافائل بوتی (به پرتغالی: Raphael José Botti Zacarias Sena) هافبک اهل برزیل است که در شهر Juiz de Fora، میناس گرایس و در تاریخ ۲۳ فوریهٔ ۱۹۸۱ به دنیا آمده‌است.
رافائل بوتی در تیم‌های فوتبال واسکو دوگاما سابقهٔ حضور دارد.